# San Jacinto, Guatemala
San Jacinto är en ort i Guatemala.   Den ligger i departementet Departamento de Chiquimula, i den sydöstra delen av landet, 110 km öster om huvudstaden Guatemala City. San Jacinto ligger 534 meter över havet och antalet invånare är 1 519.
Terrängen runt San Jacinto är huvudsakligen kuperad. San Jacinto ligger nere i en dal. Runt San Jacinto är det ganska tätbefolkat, med 104 invånare per kvadratkilometer. Närmaste större samhälle är Chiquimula, 15,6 km norr om San Jacinto. I omgivningarna runt San Jacinto växer huvudsakligen savannskog.